# Siderone ide
Siderone ide är en fjärilsart som beskrevs av Jacob Hübner 1823. Siderone ide ingår i släktet Siderone och familjen praktfjärilar. Inga underarter finns listade i Catalogue of Life.